# Milne Land
Milne Land er den største ø i Scoresby Sund på østkysten af Grønland. Den er Grønlands tredje største ø efter selve Grønland og Disko-øen.
Øen er 3 913 km² stor, og er opkaldt efter den britiske admiral David Milne. Højeste punkt på øen er 2 200 meter og ligger på toppen af bræen, hvilket er det højeste punkt på en grønlandsk ø udenfor selve øen Grønland. 
Den er 113 km lang fra Moræne Pynt i sydvest til Bregnepynt i nordøst og op til 45 km bred. Milne Land er del af en øgruppe, der indbefatter Storø i sydvest, Ujuaakajiip Nunaa i sydøst, og Bjørne Øer i nordøst.
Statoils geologiske ekspedition til Grønland i 2006 opererede hovedsagelig omkring. Målet for ekspeditionen var at studere bjergarterne her, siden de er de samme som på den norsk sokkel, men ikke ligger dybt under havet, og dermed er lettere tilgængelige. 